# Eurytides
Eurytides is een geslacht van vlinders in de familie van de pages (Papilionidae).

## Soorten
- Eurytides bellerophon (Dahlman, 1823)
- Eurytides callias (Rothschild & Jordan, 1906)
- Eurytides dolicaon (Cramer, 1776)
- Eurytides iphitas Hübner, 1821
- Eurytides orabilis (Butler, 1872)
- Eurytides salvini (Bates, 1864)
- Eurytides serville (Godart, 1824)
- Eurytides columbus (Kollar, 1850)